# Джилл, Кимвир
Кимвир Сингх Джилл — канадский убийца, открывший огонь по студентам в колледже Доусон, Монреаль Канада, 13 сентября 2006 года. Успел убить одного и ранить 19 человек, прежде чем покончить с собой.

## Биография
Кимвир Сингх Джилл родился 9 июля 1981 года в Монреале. Его родители перебрались жить из Индии в Канаду в январе 1981 года. Поэтому Джилл был канадцем индийского происхождения. В 1988 году Джилл пошёл учиться в начальную школу Твин Окс в Линкивиле, где учился по 1993 год.
Позже он поступил в Размирскую среднюю школу. Большинство учителей запомнили его как тихого и скромного парня. Он учился очень хорошо, и большинство одноклассников запомнили его. Он имел много друзей.
Кимвир окончил Размирскую среднюю школу в июне 1998 года и вместе со своим другом Стивеном Клучутским поступил в колледж Ванье. Однако оттуда был исключен за неуспеваемость в феврале 1999 года. Он прошел начальный курс военной подготовки, однако военная комиссия в апреле 1999 года признала его не годным к армейской службе. Кимвир Джилл был членом охотничьего клуба, что позволило ему хранить довольно большой арсенал дома (два пистолета, помповое ружье, карабин и несколько охотничьих ножей, а также сотни патронов).
Большинство друзей характеризует его как тихого и застенчивого человека с «золотым сердцем». Он часто интересовался войной в Ираке, событиями в Колумбайне и теорией заговора. За две недели до бойни он прекратил общение с друзьями и родителями и был объят глубокой депрессией. Работал Джилл автомехаником в одном из автосалонов Монреаля.

## 13 сентября 2006
Утром около 10:35 он в последний раз посетил свой блог. Затем около 11 часов по местному времени Кимвир Джилл позвонил своему другу Стивену Клучутскому. По описанию друга, его голос был подавленным и спокойным. В 12:00 Джилл выпил стакан виски, сложил в две спортивные сумки арсенал оружия и вышел. В 12:06 он отъехал от дома и колесил по пригородам Монреаля. В 12:30 он подъехал к колледжу Доусон, через несколько минут Джилл достал карабин и открыл огонь по студентам, находящимся на крыльце. Он ранил несколько человек. Захватил в заложники одного студента и заставил его нести дополнительные патроны.
В 12:42 он вошёл в здание и открыл огонь по находившимся в кампусе студентам. В 12:44 он перешел в зону с кабинетами, продолжая стрелять по убегающим студентам. В 12:49 он вернулся в холл и стал дожидаться приезда полиции. В 12:58 подъехала полиция. Джилл завязал четырёхминутную перестрелку, в ходе которой покончил с собой выстрелом в голову в 13:02 (по другой версии был застрелен полицейскими). Полиция попыталась реанимировать его, но безуспешно. В 13:30 его тело было удалено из здания. До того момента его исследовали на наличие взрывных устройств. Кимвир в любом случае собирался совершить самоубийство (в кармане его штанов была найдена записка смертника). Ему удалось убить одного и ранить 19 человек.
Похороны состоялись 19 сентября 2006 года в один день с похоронами его единственной жертвы. Церемония была закрытой, и на ней присутствовали лишь близкие родственники.

## Возможные мотивы
В январе 2007 год полиция обнародовала данные о том, что Кимвир Джилл планировал атаку уже более года. Среди его целей также были Колледж Ванье, в котором он учился, и средняя школа Лаваль. Об этом свидетельствуют тетради и карты, найденные во время обыска его машины и дома. По рукописному дневнику было понятно, что его психическое состояние ухудшалось с каждым днём. Также в дневнике стрелка́́ были обнаружены его мечты, одна из которых, записанная за месяц до атаки (10 августа 2006 года) гласила: «Я хочу умереть романтично. Под градом пуль, как Ромео и Джульетта». На некоторых страницах Джилл рассуждал о своей ненужности в этом мире, а также о его несправедливости и нечестности. Мужчины в его восприятии — сплошь предатели и подлецы, женщины — насквозь продажны. Хотя на одной странице он записал: «Большинство подонков-мужчин не заслуживает женщин, которых имеют.» На другой странице он с грустью пишет о собственных любовных переживаниях, сильно ранивших его душу. В дневнике также присутствовали записи, из которых складывалось впечатление, что его автор — глубоко несчастный одиночка, утративший контакт с внешним миром. Также понятно, что Джилл с 2005 года находился в глубокой и затяжной депрессии. В его дневнике также было: «Я ненавижу этот мир, я ненавижу людей в нем, я ненавижу, как люди живут, я ненавижу Бога, я ненавижу обманщиков, я ненавижу предателей, я ненавижу религиозных фанатиков, я ненавижу всё … Я ненавижу так много …» Полиции так и не удалось выяснить, почему Джилл выбрал именно Колледж Доусон.

## Vampire Freaks онлайн профиль
На данном сообществе у Кимвира Джилла была собственная страница, на которой он разместил более 50 фотографий, изображающих его в разных позах с оружием. Большинство из них сделано одним из его друзей. Также в своём блоге Кимвир Джилл писал, что ненавидит работу и школу.

## Музыка
Любимой музыкой Кимвир считал Тяжёлый рок, Метал, Гранж, Готический металл.
В день инцидента он в своем профиле на VampireFreaks.com упомянул песню «À Tout le Monde» группы Megadeth. На группу посыпались обвинения.
Через две недели после этого на концерте в Монреале Мастейн сказал следующее:
Парень, который пошел в колледж Доусона и расстрелял всех, это ужасно. Кроме того, что он поступил неправильно, он еще и очернил нас.
В интервью CBC News Мастейн заявил:
Я был так зол, когда узнал, что этот парень использовал мою песню и превратил эту красивую песню в нечто уродливое и противное. Джилл не достоин быть фанатом Megadeth.

## Другие любимые вещи
В этом разделе были написаны темы, на которые любил разговаривать Кимвир Джилл: готы, рэп, Эрик Харрис и Дилан Клиболд, массовое убийство в Колумбайне, водка, пиво, виски, Германия, метал, рок, оружие, ночь, фильмы ужасов, личность, анархия, истории о насилии, массовые убийства, дождь, вороны, Рэмбо, массовые беспорядки, демоны, Квентин Тарантино, работа, компьютерные игры, снег, холод, лед, разрушения.
Джиллу не нравился мир и всё в нём. Блог был удален 15 сентября 2006 года около 10:35 по местному времени.